# Holmtjärnen (Bräcke socken, Jämtland)
Holmtjärnen är en sjö i Bräcke kommun i Jämtland och ingår i Ljungans huvudavrinningsområde.